# Tokarev TT
A Tokarev TT (em russo: 7,62-мм самозарядный пистолет Токарева образца 1930 года, 7,62 mm Samozaryadnyj Pistolet Tokareva obraztsa 1930 goda) é uma pistola semiautomática soviética, desenhada por Fedor Tokarev. O primeiro modelo data de 1930 e tinha a designação de Tokarev TT-30. A TT-30 foi concebida para o exército soviético para substituir a Nagant M1895.
Em 1930, o Conselho Militar Revolucionário aprovou uma resolução para testar novas armas para substituir os velhos revólverers Nagant M1895. Durante os testes, a 7 de Janeiro de 1931, o potencial da pistola de Fedor Tokarev fez-se notar. Algumas semanas mais tarde, foram encomendadas 1.000 TT-30 para serem testadas pelo exército, sendo a pistola adoptada pelo Exército Vermelho.
Ao mesmo tempo que a TT-30 estava a ser produzida, eram efectuadas algumas alterações a algumas partes da pistola. Este novo modelo foi designado por TT-33 A TT-33 foi utilizada pelas tropas soviéticas durante a Segunda Guerra Mundial, não substituindo, no entanto, a Nagant.

## Variantes
- TT-30: Modelo original, adotado pela União Soviética como pistola militar padrão em 1931. Estima-se que 93.000 pistolas foram produzidas até 1936.[4]
- TT-33: Uma versão modificada e simplificada da TT-30, foi substituída pela pistola Makarov. Uma versão civil da T-33 foi oferecida na década de 2010 pela Fábrica de Máquinas Molot. Essas pistolas são externamente semelhantes à original, mas são equipadas com cartuchos 10×33mm contendo uma única bala de borracha de 10 mm de diâmetro para fins de autodefesa.[5]
- TT-3: Pistola de treinamento com câmara para .22 LR, aparentemente nunca passou da fase de protótipo.[4]
- TT-4: Praticamente idêntica à TT-4, mas com um cano mais longo. Aparentemente, nunca passou da fase de protótipo.[4]

## Conflitos
- Guerra Civil Espanhola[4]
- Guerra de Inverno[6]
- Guerra da Continuação[4]
- Segunda Guerra Mundial[6]
- Guerra da Coreia[7]
- Guerra do Vietnã
- Conflito árabe-israelense[8]
- Guerra de Independência de Bangladesh[9]
- Revolução Húngara de 1956[10]
- Guerra Civil de El Salvador
- Guerra Civil do Burundi[11]
- Guerra do Afeganistão (2001–2021)[12]
- Guerra sul-africana na fronteira[13][14]
- Primeira Guerra da Chechênia
- Guerra Russo-Ucraniana[15]

## Operadores
- Afeganistão[5] − Usada pela Unidade Vermelha[16]
- Albânia[5]
- Alemanha Oriental − Uso limitado de pistolas TT-33 até a adoção da Pistole M em 1958-1959[4]
- Alemanha Nazista − Capturadas da União Soviética[17]
- Argélia − Tokagypt 58 usada[5]
- Angola[5]
- Armênia[5]
- Azerbaijão[5]
- Bielorrússia[5] − Usada por unidades de Defesa Territorial[18]
- Benim[5]
- Bósnia e Herzegovina − Pistolas M57 e M70 usadas[5]
- Bulgária[19]
- Camboja[5]
- Chade − Tokagypt 58 usada[5]
- China[5] − Produzida localmente como Tipo 51 e Tipo 54[4]
- República do Congo[5]
- Coreia do Norte − Produzida localmente como Tipo 66/68.[4] Substituída pela pistola Baek Du San[20]
- Croácia − M57 usada[5]
- Egito − Usou a Tokagypt 58, versão fabricada na Hungria para exportação ao Egito[19]
- Finlândia − Uso limitado de pistolas TT-33 capturadas durante a Guerra de Inverno e a Guerra da Continuação. Foi apelidada de "Pistola Estrela" (tähti-pistooli) pelos soldados finlandeses[6]
- Guiné Equatorial[5]
- Geórgia[5]
- Guiné[5]
- Guiné-Bissau[5]
- Hungria[5] − Produzida localmente como M48[4]
- Indonésia[21]
- Iraque[5]
- Costa do Marfim[22]
- Cazaquistão[23]
- Quirguistão[5]
- Laos[5]
- Letónia[5]
- Líbia[5]
- Lituânia[5]
- Madagáscar[5]
- Malta[5]
- Mauritânia[5]
- Moldávia[5]
- Mongólia[5]
- Montenegro − Pistolas M57 e M70 usadas[5]
- Moçambique[5]
- Paquistão − Cópias do Passo Khyber produzidas[4]
- Polónia − Produzida localmente como wz. 1933. Substituída pela P-64 em 1967, permaneceu em uso limitado até a década de 1990[4]
- Roménia − Produzida localmente como TTC (Tula Tokarev Cugir). Permaneceu em uso por unidades militares e policiais até o final da década de 1990[4]
- Rússia[5]
- Sérvia − Pistolas M57 e M70 usadas[5]
- Serra Leoa[5]
- Somália[5]
- Sri Lanka[24]
- Síria[5]
- Uganda[5]
- Ucrânia[15]
- União Soviética − TT-30 e TT-33[4]
- Vietname − Pistolas chinesas Tipo 54 e norte-coreanas Tipo 68 também foram usadas[4][5]
- Iugoslávia − Produzida localmente como M57.[4] Também produzida em 9×19mm como M70 e M70A[5]
- Zâmbia[5]
- Zimbabwe[5]